# Joan Sutherland
Dame Joan Alston Sutherland OM AC DBE (Sydney, 1926. november 7. – Les Avants, Vaud kanton, 2010. október 10.) ausztrál operaénekes, a bel canto operák szoprán szerepeinek egyik legkiemelkedőbb huszadik századi előadója. Rajongói a „La Stupenda” (kb. A bámulatos) néven emlegették.

## Élete
Skót szülők gyermekeként látta meg a napvilágot. Igen későn, csak tizenkilenc éves korában kezdett el énekelni és zongorázni tanulni, eleinte édesanyja irányítása alatt. Felső fokú zenei tanulmányait később a londoni Royal Collage of Music magánének szakán végezte. 1947-ben lépett először a nagyközönség elé: ekkor szülővárosában Dido szerepét énekelte Henry Purcell Dido és Aeneas című operájában, egy koncertszerű előadás keretén belül.
Operaszínpadon 1952-ben mutatkozott be első ízben: a londoni Covent Gardenben az Első udvarhölgyet énekelte Mozart Varázsfuvolájában. Majd még ez évben elénekelte színpadon első főszerepét is, Verdi Álarcosbáljának Améliáját. Ezt követően színpadra lépett többek között Agathe (A bűvös vadász), Almaviva grófnő (Figaro házassága), Desdemona (Otello), Gilda (Rigoletto), Éva (A nürnbergi mesterdalnok)), Donna Anna (Don Giovanni) szerepében is, majd 1954-ben a királyi operaház tagja lett.
Ugyanez év október 16-án feleségül ment Richard Bonynge-hoz, aki a zongorakísérője volt. Sutherland eleinte Wagner-énekesnő akart lenni, de Bonygne megismertette vele az olasz bel canto repertoárt, és meggyőzte feleségét, hogy Wagner hősnői nem a neki való szerepkör. Még énekgyakorlatot is írt a számára, amely segítségével Sutherland magáévá tudta tenni a bel canto előadásmódot.
1957-ben Donizetti Liverpooli Emília című operájának címszerepében aratott nagy sikert, és ezzel a szereppel már egyértelműen jelezte az új irányt, a bel canto szerepek felé való elmozdulását. De a következő hónapokban átütő közönségsikert aratott Händel Alcina, valamint Sámson című műveinek női főszerepeivel is. 1959-ben Franco Zeffirelli rendezésében, Tullio Serafin vezényletével, először énekelte el a Lammermoori Lucia címszerepét. Ezzel a darabbal debütált két év múlva a milánói Scalában és a New York-i Metropolitanben is. New Yorkban ezt követően 217 alkalommal lépett fel, utoljára 1987-ben a Trubadúrban. 1960-as szólóalbuma megkapta a Grammy-díjat, és máig a legkeresettebb operafelvételek közé tartozik.
Az 1960-as években egy sor bel canto szerepet énekelt el, többek között a Norma címszerepét, Violettát a Traviátában, Aminát Az alvajáróban, Elvirát A puritánokban és Marie-t Az ezred lányában. Utóbbi az egyik legnépszerűbb szerepe volt. Mindeközben nagy sikert aratott Händel Julius Caesar című operájában is, Kleopátra szerepében. 1965-ben, egy ausztráliai fellépéssorozat keretein belül énekelt együtt először Luciano Pavarottival. Később több alkalommal is közönség elé léptek együtt, és a 20. század legendás kettősévé váltak. Ezekben az években kötött Sutherlanddal lemezszerződést a londoni Decca lemezkiadó. Így lehetősége nyílt lemezre énekelnie legfontosabb operaszerepeit olyan zeneszerzőktől, mint Bellini, Donizetti, Meyerbeer vagy Händel.
A következő évtizedben Donizetti Stuart Mária, valamint Lucrezia Borgia című operáinak, illetve Massenet Escarlamondájának nő főszerepeivel bővítette repertoárját. Később az utóbbi alakítását tartotta karrierje legnagyobb teljesítményének. Számos rangos kitüntetés után 1979-ben megkapta a Brit Birodalom lovagi címét. Az 1980-as években a Boleyn Anna címszerepében, A haramiák Amaliájaként és Adriana Lecouvreurként aratott nagy sikereket. 1967 és 1986 között férje a Sydney Operaház igazgatója volt, így ezekben az esztendőkben Sutherland is gyakran lépett fel szülővárosában. 1990-ben, hatvanhárom éves korában mondott búcsút a színpadnak. Ekkor Valois Margitot formálta meg A hugenottákban, szülővárosában. Az előadás videófelvételét kiadták DVD-n, így az érdeklődők számára hozzáférhető.

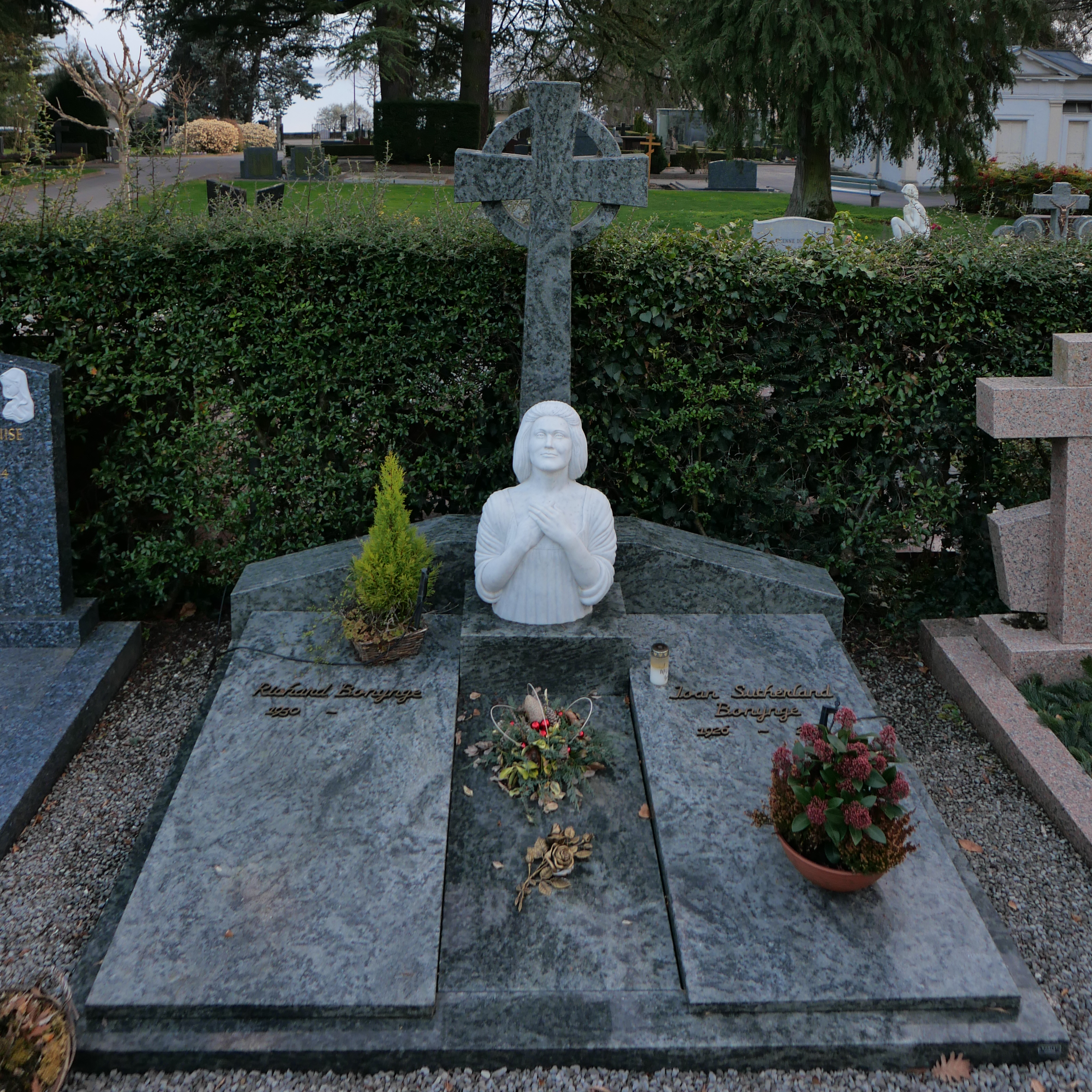
A sír 2024.

Ezután szívesen foglalkozott fiatal énekesekkel, így a kilencvenes években Budapesten, a Magyar Állami Operaházban is tartott rövid mesterkurzust. 1997-ben megjelentette önéletrajzát. 
Utolsó éveiben visszavonultan élt Montreux melletti otthonában. Hosszas betegeskedés után 2010. október 10-én hunyt el. Sutherlandet a Clarens VD temetőben temették el. Sírja mellett van özvegyének leendő végső nyughelye. 

## Művészete
Sutherland páratlan koloratúrszopránja annyira elkápráztatta a milánói közönséget, hogy az olasz sajtótól kiérdemelte a La Stupenda (A csodás) becenevet, ezt a jelző aztán rá is tapadt egész pályafutása alatt. Énekhangja páratlanul erőteljes és hihetetlenül terjedelmes, énektechnikája akrobatikusan hajlékony volt. Ezen adottságainak köszönhetően fénykorában vetélytársa nélkül uralkodott a Bellini- és Donizetti-hősnők szerepében. Színészi képességei azonban nem voltak jók, ezt csak kihangsúlyozta óriási termete. A kritikusok gyakran bírálták hibás artikulációját is, de hát az emberek zenét hallgatni járnak az operába, így ez nem különösebben zavarta a közönséget.
Sutherland legkedvesebb szerepei közé tartozott Elvira A puritánokból, Norma, a Rigoletto Gildája, a Lammermoori Lucia és a Stuart Mária címszerepe, Marie Az ezred lányából, de talán a Traviata Violettáját sikerült neki a legtökéletesebben megformálni. Ő maga Massenet Escarlamondjának eléneklését tartotta pályafutása legkiemelkedőbb teljesítményének. Legszívesebben férje vezénylete mellett dolgozott. Pavarotti szerint „minden kétséget kizáróan övé az évszázad szoprán hangja”.

## Jelentősebb szerepei

### Operaszínpadon
| - Giovanni Bononcini - Griselda (Ernesto) * - Carl Heinrich Graun - Montezuma (Eupaforice) * - Georg Friedrich Händel - Acis és Galatea (Galatea) - Alcina (Alcina) - Athalia (Athalia) * - Julius Caesar (Kleopátra) - Sámson (Delila) - Rodelinda (Rodelinda) - Joseph Haydn - A filozófus lelke, avagy Orfeusz és Euridiké (Euridiké) - Wolfgang Amadeus Mozart - Don Giovanni (Donna Anna) - Idomeneo (Elektra) - Figaro házassága (A grófné) - A színigazgató (Madame Herz) - A varázsfuvola (Az Éj királynője) - Titus kegyelme (Vitellia) - Vincenzo Bellini - Beatrice di Tenda (Beatrice) - Norma (Clotilde, Norma) - A puritánok (Elvira) - Az alvajáró (Amina) - Georges Bizet - Carmen (Frasquita, Micaela) - Léo Delibes - Lakmé (Lakmé) - Gaetano Donizetti - Boleyn Anna (Anna) - Szerelmi bájital (Adina) - Liverpooli Emília (Emilia) - Az ezred lánya (Marie) - Lammermoori Lucia (Lucia) - Lucrezia Borgia (Lucrezia) - Stuart Mária (Mária) - Charles Gounod - Faust (Margit) - Jules Massenet - Esclarmonde (Esclarmonde) - Lahor királya (Sita) - Giacomo Meyerbeer - A hugenották (Margit) - Jacques Offenbach - Hoffmann meséi (Olympia, Giulietta, Antonia, Stella) | - Gioachino Rossini - Szemiramisz (Szemiramisz) - Johann Strauss - A denevér (Rosalinde) - Ambroise Thomas - Hamlet (Ophélie) - Giuseppe Verdi - Aida (Aida, Papnő) - Az álarcosbál (Amelia) - Ernani (Elvira) * - A haramiák (Amalia) - Otello (Desdemona) - Rigoletto (Gilda) - Traviata (Violetta) - A trubadúr (Leonora) - Richard Wagner - Az istenek alkonya (Woglinde) - A nürnbergi mesterdalnokok (Éva) - A Rajna kincse (Woglinde) - Siegfried (Az erdei madárka hangja) - A walkür (Helmwige) - Carl Maria von Weber - Euryanthe (Euryanthe) - A bűvös vadász (Agathe) - Benjamin Britten - Gloriana (Lady Penelope Rich) - Francesco Cilea - Adriana Lecouvreur (Adriana) - Eugene Goossens - Judith (Judit) - Lehár Ferenc - A víg özvegy (Hanna Glawari) - Franco Leoni - A jós (Ah-Joe) * - Francis Poulenc - A karmeliták párbeszédei (Madame Lidoine) - Giacomo Puccini - Angelica nővér (Angelica nővér) - A köpeny (Giorgetta) - Turandot (Turandot) * - Richard Strauss - Elektra (Ancella) - Michael Tippett - Szentivánéji házasság (Jennifer) |

### Hangfelvételeken

#### Teljes operafelvételek
| A felvétel éve | Az opera címe                                   | Sutherland szerepe               | A többi jelentősebb szerep megformálója                          | Karmester           | Kiadó   |
| -------------- | ----------------------------------------------- | -------------------------------- | ---------------------------------------------------------------- | ------------------- | ------- |
| 1959           | Don Giovanni                                    | Donna Anna                       | Eberhard Wächter, Elisabeth Schwarzkopf, Luigi Alva              | Carlo Maria Giulini | EMI     |
|                | Acis és Galatea                                 | Galatea                          | Joan Sutherland, Peter Pears                                     | Adrian Boult        | Chandos |
| 1961           | Lammermoori Lucia                               | Miss Lucia Ashton                | Renato Cioni, Robert Merrill, Cesare Siepi                       | John Pritchard      | Decca   |
|                | Rigoletto                                       | Gilda                            | Cornell MacNeil, Renato Cioni                                    | Nino Sanzogno       | Decca   |
| 1962           | Traviata                                        | Violetta Valery                  | Carlo Bergonzi, Robert Merrill                                   | John Pritchard      | Decca   |
|                | Az alvajáró                                     | Amina                            | Nicola Monti, Fernando Corena                                    | Richard Bonynge     | Decca   |
|                | Alcina és Julius Caesar Egyiptomban (részletek) | Alcina Kleopátra                 | Teresa Berganza, Monica Sinclair, Mirella Freni                  | Richard Bonynge     | Decca   |
|                | Siegfried                                       | Az erdei madár hangja            | Joan Sutherland, Birgit Nilsson, Gerhard Stolze                  | Solti György        | Decca   |
| 1963           | A puritánok                                     | Elvira                           | Pierre Duval, Renato Capecchi, Ezio Flagello                     | Richard Bonynge     | Decca   |
|                | Carmen                                          | Micaela                          | Regina Resnik, Mario del Monaco                                  | Thomas Schippers    | Decca   |
| 1964           | Norma                                           | Norma                            | Marilyn Horne, John Alexander                                    | Richard Bonynge     | Decca   |
| 1966           | Szemiramisz                                     | Semiramide                       | Marilyn Horne, Joseph Rouleau                                    | Richard Bonynge     | Decca   |
|                | Beatrice di Tenda                               | Beatrice di Tenda                | Luciano Pavarotti, Josephine Veasey                              | Richard Bonynge     | Decca   |
|                | Faust                                           | Margit                           | Franco Corelli, Nikolaj Gjaurov                                  | Richard Bonynge     | Decca   |
| 1967           | Lakmé                                           | Lakmé                            | Gabriel Bacquier, Alain Vanzo                                    | Richard Bonynge     | Decca   |
|                | Az ezred lánya                                  | Marie                            | Luciano Pavarotti, Spiro Malas                                   | Richard Bonynge     | Decca   |
|                | Boncini: Griselda és Montezuma (részletek)      | Ernesto Eupaforice               | Monica Sinclair                                                  | Richard Bonynge     | Decca   |
| 1968           | Don Giovanni                                    | Donna Anna                       | Gabriel Bacquier, Pilar Lorengar, Marilyn Horne                  | Richard Bonynge     | Decca   |
| 1969           | A hugenották                                    | Valois Margit                    | Martina Arroyo, Huguette Tourangeau, Anastasios Vrenios          | Richard Bonynge     | Decca   |
| 1970           | Szerelmi bájital                                | Adina                            | Luciano Pavarotti, Spiro Malas                                   | Richard Bonynge     | Decca   |
| 1971           | Lammermoori Lucia                               | Miss Lucia Ashton                | Luciano Pavarotti, Sherrill Milnes, Nikolaj Gjaurov              | Richard Bonynge     | Decca   |
|                | Rigoletto                                       | Gilda                            | Luciano Pavarotti, Sherrill Milnes                               | Richard Bonynge     | Decca   |
| 1972           | Turandot                                        | Turandot                         | Luciano Pavarotti, Montserrat Caballé                            | Zubin Mehta         | Decca   |
|                | Hoffmann meséi                                  | Olympia Giulietta Antonia Stella | Plácido Domingo, Gabriel Bacquier                                | Richard Bonynge     | Decca   |
| 1973           | A puritánok                                     | Elvira                           | Luciano Pavarotti, Piero Cappuccilli, Nikolaj Gjaurov            | Richard Bonynge     | Decca   |
| 1974           | Stuart Mária                                    | Stuart Mária                     | Joan Sutherland, Luciano Pavarotti, Huguette Tourangrau          | Richard Bonynge     | Decca   |
| 1975           | Esclarmonde                                     | Esclarmonde                      | Giacomo Aragall, Huguette Tourangreau                            | Richard Bonynge     | Decca   |
|                | A jós                                           | Ah-Joe                           | Tito Gobbi, Huguette Tourangeau                                  | Richard Bonynge     | Decca   |
| 1976           | A trubadúr                                      | Leonora                          | Joan Sutherland, Luciano Pavarotti, Marilyn Horne, Ingvar Wixell | Richard Bonynge     | Decca   |
| 1977           | Lucrezia Borgia                                 | Lucrezia Borgia                  | Joan Sutherland, Giacomo Aragall, Marilyn Horne, Ingvar Wixell   | Richard Bonynge     | Decca   |
| 1978           | Angelica nővér                                  | Angelica nővér                   | Christa Ludwig                                                   | Richard Bonynge     | Decca   |
| 1979           | Lahor királya                                   | Sita                             | Sherrill Milnes, Luis Lima                                       | Richard Bonynge     | Decca   |
|                | Traviata                                        | Violetta Valery                  | Luciano Pavarotti, Matteo Manuguerra                             | Richard Bonynge     | Decca   |
| 1980           | Az alvajáró                                     | Amina                            | Luciano Pavarotti, Nikolaj Gjaurov                               | Richard Bonynge     | Decca   |
| 1981           | Koldusopera                                     | Lucy                             | Angela Lansbury, Kiri Te Kanawa                                  | Richard Bonynge     | Decca   |
| 1982           | A haramiák                                      | Amalia                           | Franco Bonisolli, Samuel Ramey, Matteo Manuguerra                | Richard Bonynge     | Decca   |
| 1983           | Hamlet                                          | Ophélia                          | Sherrill Milnes                                                  | Richard Bonynge     | Decca   |
| 1984           | Norma                                           | Norma                            | Luciano Pavarotti, Montserrat Caballé                            | Richard Bonynge     | Decca   |
| 1985           | Athalia                                         | Athalia                          | Emma Kirby, James Bowman                                         | Christopher Hogwood | Decca   |
| 1986           | Rodelinda                                       | Rodelinda                        | Alicia Nafé, Samuel Ramey                                        | Richard Bonynge     | Decca   |
| 1987           | Boleyn Anna                                     | Boleyn Anna                      | Samuel Ramey, Susanne Mentzer, Jerry Hadley                      | Richard Bonynge     | Decca   |
|                | Ernani                                          | Elvira                           | Luciano Pavarotti, Leo Nucci                                     | Richard Bonynge     | Decca   |
| 1988           | Adriana Lecouvreur                              | Adriana Lecouvreur               | Carlo Bergonzi, Leo Nucci                                        | Richard Bonynge     | Decca   |

#### Szólófelvételek
| A kiadás éve | A lemez címe                            | A lemez tartalma                                                                                               | Egyéb közreműködők                             | Vezényel                     | Kiadó |
| ------------ | --------------------------------------- | --- | ---------------------------------------------- | ---------------------------- | ----- |
| 1959         | The Operatic Aria                       | részletek Verdi és Donizetti operáiból                                                                         | Joan Sutherland                                | Nello Santi                  | Decca |
| 1960         | The Art of the Prima Donna              | Áriák Arne, Händel, Bellini, Gounod, Rossini, Verdi, Thomas, Meyerbeer operáiból                               | Joan Sutherland                                | Francesco Molinari Pradelli  | Decca |
| 1962         | Command Performance                     | Áriák Weber, Massenet, Meyerbeer, Leoncavallo, Verdi, Rossini, Bellini operáiból                               | Joan Sutherland                                | Richard Bonynge              | Decca |
| 1963         | The Age of Belcanto                     | Áriák Piccinni, Händel, Shield, Mozart, Boieldieu, Rossini, Weber, Bellini, Donizetti, Verdi, Arditi operáiból | Joan Sutherland, Marilyn Horne, Richard Conrad | Richard Bonynge              | Decca |
| 1966         | Love live forever                       | Operett és musical részletek                                                                                   | Joan Sutherland                                | Richard Bonynge              | Decca |
|              | Sutherland sings Coward                 | Romanze di Coward                                                                                              | Joan Sutherland                                | Richard Bonynge              | Decca |
| 1969         | Romantic French Arias                   | Opera áriák Offenbach, Meyerbeer, Charpentier, Auber, Bizet, Massenet, Gounod, Lecocq, Massè műveiből          | Joan Sutherland                                | Richard Bonynge              | Decca |
| 1976         | Operatic duets                          | Kettősök Verdi, Bellini, Donizetti operáiból                                                                   | Joan Sutherland, Luciano Pavarotti             | Richard Bonynge              | Decca |
| 1978         | Sutherland sings Wagner                 | Áriák Wagner operáiból                                                                                         | Joan Sutherland                                | Richard Bonynge              | Decca |
|              | Le nozze di Figaro arias                | Szoprán áriák a Figaro házasságából                                                                            | Joan Sutherland                                | Richard Bonynge              | Decca |
| 1981         | Serate Musicali                         | Áriák Rossini, Donizetti, Respighi, Bellini, Verdi, Ponchielli stb. operáiból                                  | Joan Sutherland                                | Richard Bonynge (pianoforte) | Decca |
| 1983         | Belcanto Arias                          | Áriák Rossini, Verdi, Bellini, Donizetti, Meyerbeer operáiból                                                  | Joan Sutherland                                | Richard Bonynge              | Decca |
| 1987         | Talking Pictures. Songs from the movies | Film slágerek                                                                                                  | Joan Sutherland                                | Richard Bonynge              | Decca |
| 1990         | Romantic Trios                          | Áirák Denza, Panseronm Kreutzer, Nicolai, Proch stb. operáiból                                                 | Joan Sutherland, Barry Tuckwell (corno)        | Richard Bonynge (pianoforte) | Decca |